# Mogamulizumab
Le mogamulizumab est un médicament utilisé pour traiter le mycosis fongoïde et la maladie de Sézary. Il est vendu sous le nom de marque Poteligeo.

## Mode d'action
Il s'agit d'un anticorps monoclonal qui se lie au récepteur de chimiokine CC 4  présent sur les globules blancs.

## Usage médical
C'est un médicament utilisé pour traiter le mycosis fongoïde et la maladie de Sézary lorsque les autres traitements ne sont pas efficaces. Il est administré par injection progressive dans une veine.

## Effets secondaires
Les effets secondaires de ce médicament  comprennent une éruption cutanée, une pneumonie, de la fièvre ou une cellulite. D'autres effets secondaires peuvent inclure un syndrome de Stevens-Johnson, une septicémie, une pneumopathie, une myocardite ou une polymyosite. L'utilisation de ce médicament pendant la grossesse peut nuire au fœtus.

## Histoire
Le  médicament a été approuvé pour un usage médical aux États-Unis et en Europe en 2018. Au Royaume-Uni, 4 mg coûtaient au NHS environ 1 300 livres sterling  en 2021. Aux États-Unis, ce montant coûte environ 4 200 dollars américains.